# Giovanni Aloi
Giovanni Timeus Aloi (ur. 25 kwietnia 1965 w Meksyku) – meksykański kierowca wyścigowy.

## Kariera
Aloi rozpoczął karierę w wyścigach samochodowych w 1988 roku od startów we  Włoskiej Formule 3 oraz Włoskiej Formule 3000, gdzie jednak nie zdobywał punktów. W późniejszych latach pojawiał się także w stawce World Sports-Prototype Championship, Grand Prix Monako Formuły 3, Formuły 3000 oraz Meksykańskiej Formuły 3.
W Formule 3000 Meksykanin wystartował w trzech wyścigach sezonu 1990 z brytyjską ekipą GA Motorsport. Jednak nigdy nie zdobywał punktów. Został sklasyfikowany na 35 pozycji w końcowej klasyfikacji kierowców.
W sezonie 1990 Meksykanin pełnił funkcję kierowcy testowego ekipy Lamborgini w Formule 1.